# Hoploaegis browni
Hoploaegis browni är en tvåvingeart som först beskrevs av Cresson 1925.  Hoploaegis browni ingår i släktet Hoploaegis och familjen vattenflugor. Inga underarter finns listade i Catalogue of Life.